# Păpușoi, Cetatea Albă
Păpușoi (în ucraineană Бритівка, transliterat: Brîtivka) este localitatea de reședință a comunei Păpușoi din raionul Cetatea Albă, regiunea Odesa, Ucraina.

## Demografie
Componența lingvistică a localității Păpușoi
     Ucraineană (77,32%)
     Rusă (21,29%)
     Alte limbi (1,24%)
Conform recensământului din 2001, majoritatea populației localității Păpușoi era vorbitoare de ucraineană (77,32%), existând în minoritate și vorbitori de rusă (21,29%).